# Sjöfartsverket (Finland)
Sjöfartsverket (finska: Merenkulkulaitos) var 2004–2009 den myndighet i Finland, som ansvarade för sjöfarten. Till dess uppgifter hörde ansvaret för farlederna, sjökartläggning (sjömätning och sjökort), sjösäkerheten, isbrytning, förbindelsefartygstrafik i skärgården, internationellt samarbete, fartygsregistret, samlande av statistik om sjöfarten samt beviljande av vissa understöd. Sjöfartsverket lydde under kommunikationsministeriet och leddes av en av statsrådet utsedd generaldirektör och direktion.
Föregångare till Sjöfartsverket var Sjöfartsstyrelsen, grundades 1917 och arbetade fram till utgången av 2003, då det delades upp på Lotsverket, Rederiverket och Sjöfartsverket, av vilka de två förstnämnda var statliga affärsverk. Genom en ny lag 2003 öppnades många av de uppgifter som förut sköttes direkt av Sjöfartsstyrelsen för konkurrens. Sjöfartsverket fick ansvaret för dessa uppgifter i egenskap av beställare och övervakande myndighet. Själva driften av till exempel förbindelsefartyg har avknoppats till skilda affärsverk. Lotsverksamheten överflyttades från början av 2004 till det separata Lotsverket, som dock enligt sjöfartsverkets tolkning fortfarande hade monopol på lotsverksamheten.
Från 1 januari 2010 överfördes Sjöfartsverkets uppgifter till Trafikledsverket, Trafiksäkerhetsverket, Närings-, trafik- och miljöcentralen i Egentliga Finland samt Meritaito Oy.